# 释觉德
释觉德（？—？），古朝鲜新罗僧人，聪明超群，见闻广博。佛教开始在新罗宏传之后，新罗人民渐渐皈依信仰佛法。释觉德为了学习佛法，坐船来到梁国，是新罗僧人中入梁求法的先锋，也是新罗派遣僧人到梁国学习的开端。
释觉德在梁国时，向许多高僧大德求教，不荒废不懈怠。释觉德虽在梁学习，但是仍不忘新罗人民需要学习佛法、佛学。由于佛教才刚刚在新罗传开，新罗缺乏佛像以及佛教经律纶于是在真兴王十年，释觉德和梁国使者一起向新罗赠送佛舍利，真兴王派遣百官在兴轮寺前迎接释觉德和梁国使者。此后释觉德就留在新罗弘扬佛法。